# گارکندی رسول بخش بازار
گارکندی رسول بخش بازار، روستایی در دهستان پلان بخش پلان شهرستان چابهار در استان سیستان و بلوچستان ایران است.

## جمعیت
بر پایه سرشماری عمومی نفوس و مسکن در سال ۱۳۹۵، جمعیت این روستا برابر با ۳۴۹ نفر (۸۴ خانوار) بوده‌است.